# Фейргейвен (Міннесота)
Фейргейвен (англ. Fairhaven) — переписна місцевість (CDP) в окрузі Стернс, штат Міннесота, США. Населення — 358 осіб (2010).

## Географія
Фейргейвен розташований за координатами 45°19′26″ пн. ш. 94°12′20″ зх. д. / 45.32389° пн. ш. 94.20556° зх. д. (45.323991, -94.205474). За даними Бюро перепису населення США в 2010 році переписна місцевість мала площу 5,32 км², з яких 4,94 км² — суходіл та 0,38 км² — водні об'єкти.

## Демографія
Згідно з переписом 2010 року, у переписній місцевості мешкало 358 осіб у 146 домогосподарствах у складі 105 родин. Густота населення становила 67 осіб/км².  Було 180 помешкань (34/км²).
Расовий склад населення:
| - 99,2 % — білих |

До двох чи більше рас належало 0,8 %. Частка іспаномовних становила 0,8 % від усіх жителів.
За віковим діапазоном населення розподілялося таким чином: 20,1 % — особи молодші 18 років, 69,0 % — особи у віці 18—64 років, 10,9 % — особи у віці 65 років та старші. Медіана віку мешканця становила 44,1 року. На 100 осіб жіночої статі у переписній місцевості припадало 111,8 чоловіків;  на 100 жінок у віці від 18 років та старших — 123,4 чоловіків також старших 18 років.
Середній дохід на одне домашнє господарство  становив 53 197 доларів США (медіана — 54 375), а середній дохід на одну сім'ю — 60 531 долар (медіана — 57 813). Медіана доходів становила 35 625 доларів для чоловіків та 33 333 долари для жінок. За межею бідності перебувало 6,8 % осіб, у тому числі 0,0 % дітей у віці до 18 років та 7,5 % осіб у віці 65 років та старших.
Цивільне працевлаштоване населення становило 177 осіб. Основні галузі зайнятості: виробництво — 22,6 %, освіта, охорона здоров'я та соціальна допомога — 19,8 %, мистецтво, розваги та відпочинок — 14,7 %, транспорт — 13,0 %.